# Дилунг, Иосиф Иосифович
Иосиф Иосифович Дилунг (род. 22 июня 1928 года, Мукачево — 25 марта 2003 года, Киев) — советский и украинский химик, доктор химических наук (1972), профессор (1976), лауреат Государственной премии Украины в области науки и техники (1996). Заслуженный деятель науки и техники Украины (1997).
В Мукачеве окончил начальную школу (1934—1938), гимназию (1938—1944) и среднюю школу № 1 (1944—1945), в Ужгороде — химический факультет университета (1946—1951). Некоторое время работал учителем Береговской школы.
С 1951 года в Институте физической химии АН УССР (НАНУ): аспирант (1951—1954), младший научный сотрудник (1954—1960), учёный секретарь (1960—1964), старший научный сотрудник (1964—1966), заместитель директора (1966—1971), зав. отделом фотохимии (1971—1993), одновременно заместитель директора (1978—1982), ведущий научный сотрудник (1993—1999).
Доктор химических наук (1972), профессор (1976).
Лауреат Государственной премии Украины в области науки и техники (1996).
Лауреат Премии им. Л.Писаржевского АН УССР (1990) — за цикл работ «Разработка фундаментальных основ и прикладных проблем фотопереноса электрона».